# Prințul Alexandru de Hesse și Rin
Prințul Alexandru Ludwig Georg Friedrich Emil de Hesse (15 iulie 1823 – 15 decembrie 1888) a fost al treilea fiu și al patrulea copil al lui Ludovic al II-lea, Mare Duce de Hesse și a Wilhelmine de Baden.

## Biografie
Deși Alexandru este cel mai bine cunoscut pentru scandalul cauzat de căsătoria lui, paternitatea lui, de asemenea, a fost obiectul unui scandal. S-a zvonit că tatăl lui și al surorii sale Maria a fost de fapt August Ludwig, Freiherr von Senarclens de Grancy, șambelanul mamei lor. Mama lui, deși consort al Marelui Ducat, a trăit despărțită de soțul ei, de care în cele din urmă a divorțat, dar acesta nu a repudiat paternitatea oricăruia dintre cei patru copii născuți în timpul căsătoriei.
Atunci când țareviciul Alexandru al Rusiei și-a ales-o ca soție pe tânăra soră a Prințului Alexandru, Maria, care avea 16 ani, părinții lui au consimțit la căsătorie. Din cauza tinereții ei, Prințul Alexandru a escortat-o pe sora lui în Rusia pentru nunta ei, rămânând la curtea rusă; a intrat în cercul cumnatului său.

## Căsătorie
Cariera lui promițătoare a fost compromisă de iubirea lui Alexandru pentru contesa Julia Hauke, doamnă de onoare a surorii sale. Contesa era o orfană germano-poloneză și fiica unui fost ministru de război al țarului. La vremea aceea, țarul Nicolae I îl considera pe Alexandru un posibil soț pentru nepoata sa. Când a auzit de povestea de dragoste a lui Alexandru, el a interzis cuplului să se căsătorească.
Alexandru a plecat în Anglia însă s-a întors în Rusia și a fugit cu Julia de la St. Petersburg. Cei doi s-au căsătorit la Breslau în 1851.
Fratele mai mare al lui Alexandru, Ludovic al III-lea, Mare Duce de Hesse, i-a permis să se repatrieze la Hesse împreună cu soția lui deși el nu a recunoscut căsătoria lor drept una dinastică. I-a acordat ei titlul nou și ereditar de contesă de Battenberg (Battenberg era un orășel și un castel aflat în ruină la nordul ducatului). 

## Copii

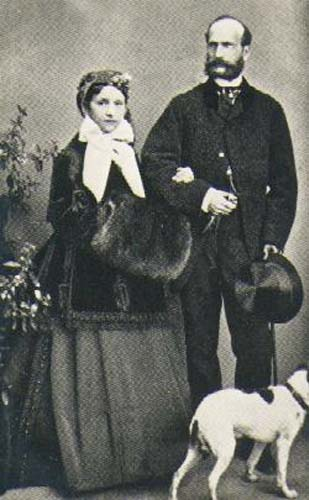
Alexandru și Julia

Deși Prințul Alexandru și-a păstrat drepturile sale dinastice, soția sa morganatică a trăit o viață liniștită. Au locuit în principal la castelul Heiligenberg în sudul ducatului. În 1858 Marele Duce Louis al III-lea a ridicat-o în rang pe cumnata sa de la "contesă" la "prințesă"  (Prinzessin) von Battenberg.
Alexandru de Hesse și Julia de Battenberg au avut cinci copii:
- Prințesa Maria de Battenberg 1852 - 1923
- Prințul Louis de Battenberg 1854 - 1921
- Prințul Alexandru de Battenberg, 1857–1893
- Prințul Henric de Battenberg 1858 - 1896
- Prințul Francis Joseph de Battenberg 1861 - 1924

Prințul Alexandru de Hesse a murit de cancer în 1888; Prințesa Julia de Battenberg care s-a convertit la romano-catolicism a murit la Schloss Heiligenberg în 1895 la vârsta de 70 de ani.

### Descendenți
Au trăit să vadă patru din cei cinci copii făcând căsătorii dinastice. Fiul cel mare, Louis, s-a căsătorit cu Prințesa Victoria de Hesse (a doua fiică a reginei Victoria). Printre copii lor s-au inclus Louise Mountbatten care a devenit regină a Suediei prin căsătoria ei cu Gustaf al VI-lea Adolf al Suediei și Prințesa Alice de Battenberg care a devenit mama lui Filip, Duce de Edinburgh (soțul reginei Elisabeta a II-a)
Al doilea fiu, Alexandru, a devenit Prinț al Bulgariei. El a obținut consimțământul lui Frederic al III-lea al Germaniei de a se căsători cu Prințesa Victoria a Prusiei; uniunea s-a bucurat și de aprobarea bunicii Victoriei, regina Victoria a Marii Britanii. Dar Alexandru a fost detronat iar Prințul Bismarck s-a opus căsătoriei din motive politice. Alexandru s-a căsătorit morganatic cu Johanna Loisinger. 
Al treilea fiu, Henric, s-a căsătorit cu fiica cea mică a reginei Victoria, Beatrice. Singura lor fiică, Prințesa Ena a devenit regină a Spaniei prin căsătoria cu regele Alfonso al XIII-lea al Spaniei. Nepotul lor Juan Carlos I a fost rege al Spaniei.